# Arrojadoa marylaniae
Arrojadoa marylaniae là một loài thực vật có hoa trong họ Cactaceae. Loài này được Soares Filho & M.Machado mô tả khoa học đầu tiên năm 2003.